# Thüringer Klöße

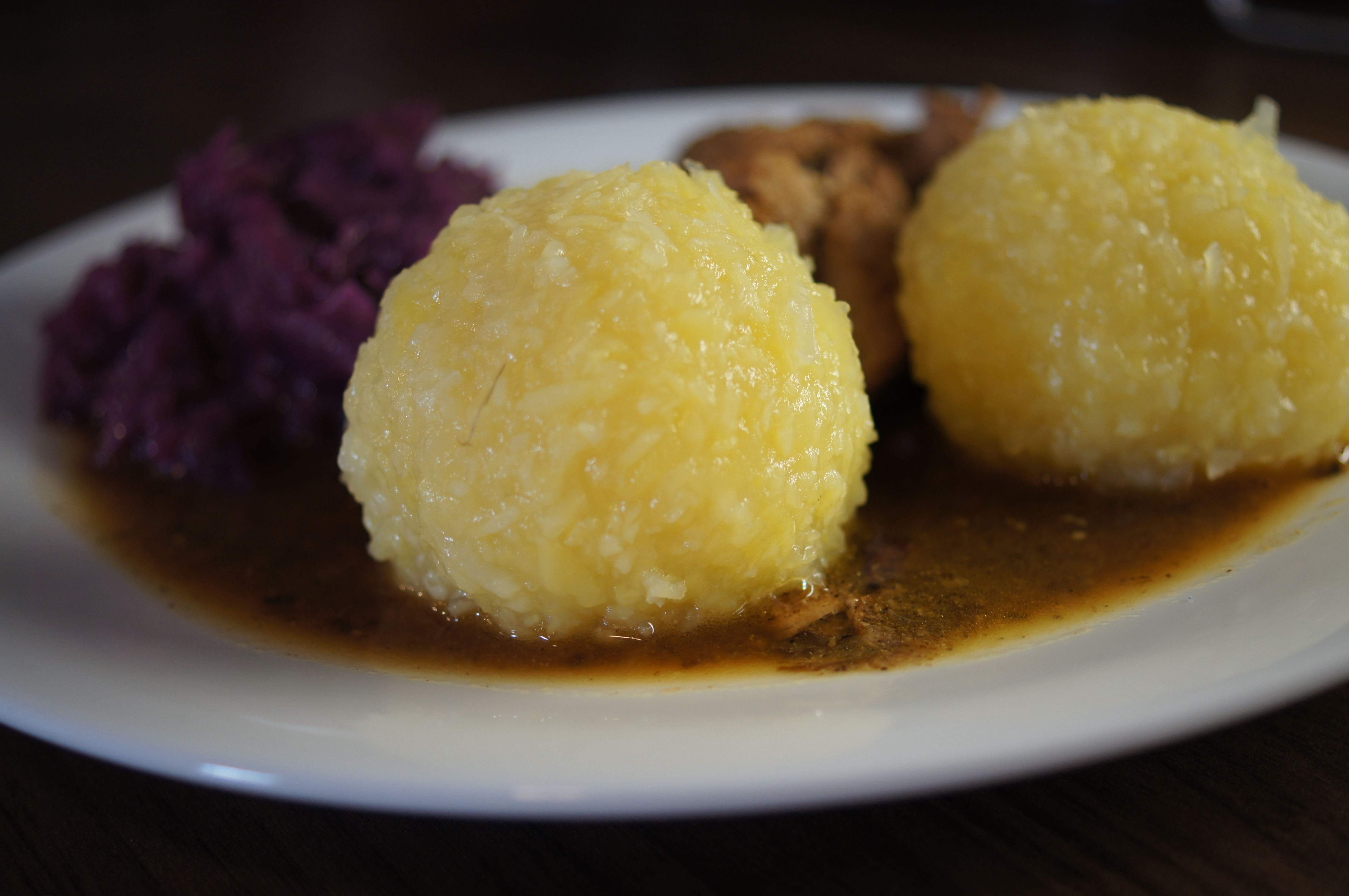
Thüringer Klöße

Thüringer Klöße (auch Grüne Klöße, Hütes oder Knölla) sind handgeformte, aus ⅔ rohen geriebenen und ⅓ zerkochten Kartoffeln hergestellte Kartoffelklöße. Als Variante wird statt gekochten Kartoffeln Grießbrei eingesetzt. Überlieferungen zufolge wurde vor dem Ersten Weltkrieg auch Reisbrei verwendet. In einigen Gegenden werden speziell unter Grünen Klößen jene Klöße verstanden, die nur aus roher Kartoffelmasse hergestellt werden. Thüringer Klöße werden traditionell mit Sauce zum Sonntagsbraten zusammen mit gekochten Rotkohl oder Sauerkraut serviert.

## Etymologie
Das Wort ‚Kloß‘ leitet sich vom althochdeutschen ‚klōz‘ ab, das Klumpen, Kugel, oder Knäul bedeutet.
Die Bezeichnung des Kloßes in Thüringen ist regional unterschiedlich:
- Kleese (Mehrzahl) im mehr vom Thüringisch-Obersächsischen geprägten Raum um Jena – Gera
- Hütes oder Hebes im mehr vom fränkischen geprägten Raum von Suhl bis zur Rhön: Hütes oder auch Höbes sind Bezeichnungen für Thüringer Klöße im Sprachraum westlich der geographischen Linie Ilmenau – Schleusingen – Gleichamberg entlang der Südhennebergischen Staffelung. Die Bezeichnung markiert eine Sprachgrenze verschiedener ostfränkischer und thüringischer Dialekte im Thüringer Wald. Östlich dieser Linie werden Klöße auf Itzgründisch als Klüeß und auf Ilmthüringisch beziehungsweise Südostthüringisch als Knölla oder Gleeß bezeichnet, westlich davon auf Hennebergisch, Grabfeldisch und Westthüringisch als Hütes, Höbes oder Hebes. Die Bezeichnung Hütes stammt der volksmündlich übertragenen Erzählung nach von „hüt – es“ und es geht darum, das Geheimnis von Rezeptur und Zubereitung gut zu hüten beziehungsweise zu pflegen und vor Fremden nicht auszuplaudern (siehe Abschnitt Lokales Brauchtum und Sagen).
- Knölle oder Knölla um Lauscha

## Verbreitung
Trotz der aufwendigen Zubereitung ist der originale Thüringer Kloß in jedem Thüringer Gasthof mit regionaler Küche auf der Speisekarte.
Kloßrezepte sind traditionell im Raum Thüringen, Franken, Sachsen sowie im Vogtland verbreitet und sind dort ein Bestandteil der regionalen Kultur. Ursprünglich dienten sie als einfaches Arme-Leute-Essen mitunter während der ganzen Woche in aufgewärmter oder gebratener Form als Mittags- oder Abendmahl und Brotersatz. Im Thüringer Raum wurde die Vitaminmangelkrankheit Skorbut damit praktisch ausgerottet, da rohe Kartoffeln zur Zubereitung verwendet werden. Wie die Klöße selbst ein Arme-Leute-Essen waren, so wurde einst die verbliebene Brühe verzehrt, im Erzgebirgischen „Fitzfädlsub“ genannt, ein sehr bescheidenes Mahl. Die Klöße fanden aber Eingang in die bürgerliche Küche. So hat auch Goethe Klöße gegessen.
Das älteste Rezept für die vielgepriesenen Thüringer Klöße stammt von Pfarrer Friedrich Timotheus Heym aus Effelder-Rauenstein (bei Sonneberg) in seiner handschriftlich überlieferten „Topographie des Pfarrspiels Effelder“ (1808–1814).
In Heichelheim gibt es seit 1999 das Thüringer Kloßmuseum.

## Verzehr
Sie sollten sofort verzehrt werden und verlieren durch Auskühlung an Qualität.
Thüringer Klöße werden serviert zu schweren, fleischhaltigen Gerichten mit viel Sauce, wie sie für die Thüringer Küche typisch sind, z. B. dunkle Wildgerichte, Sauerbraten, Gulasch, Rouladen oder schweres Geflügel. Als Beilagen werden meist Rotkohl oder Pilze gereicht. Typische Gewürze sind schwarzer Pfeffer, Majoran, Lorbeer, Kümmel und Petersilie.
Übrig gebliebene Klöße vom Vortag werden oft in Scheiben geschnitten und gebraten. Die gebratenen Scheiben können auch abgekühlt als Pausenmahlzeit verwendet werden.
Thüringer Klöße passen normalerweise nicht zu Fisch, Krustentieren, hellen Saucen, Käse oder Rohkost. Auch mit aromatischen Gewürzen wie Muskat oder Curry usw. vertragen sie sich schlecht.
Eine Ausnahme hiervon bildet das regional in der Gegend um Plothen („Land der tausend Teiche“) traditionelle Karpfenessen mit Thüringer Klößen.

## Zubereitung
Bei der Zubereitung ist die rasche Abfolge der Arbeitsschritte wichtig. Die Mischung der Komponenten und das Formen der Klöße müssen zügig aufeinander folgen.
1. Zunächst werden die rohen Kartoffeln gerieben (oft unter Wasser) und mittels einer Kartoffelpresse oder Kloßsack ausgepresst. Alternativ kann ein Entsafter verwendet werden. Die abgesetzte Kartoffelstärke wird nach einigen Rezepten mit der Reibemasse vermengt.
2. Die weichgekochten, heißen und oft mit dem Kochwasser zu Brei verrührten Kartoffeln werden in einer Emailleschüssel mit einem Kloßquirl (traditionell mit einem Astquirl aus einem ehemaligen Weihnachtsbaum) kräftig unter die rohe Reibemasse geschlagen, bis sich der gesamte Kloßteig von der Wand ablöst.
3. Anschließend werden die Klöße geformt, gegebenenfalls mit gerösteten Semmelwürfeln in der Mitte, und ins gesalzene, siedende, nicht kochende Wasser zum Ziehen gelegt.
4. Wenn die Klöße fertig sind, steigen sie langsam nach oben. Dazu sollte der Topf der Menge entsprechend groß genug sein.

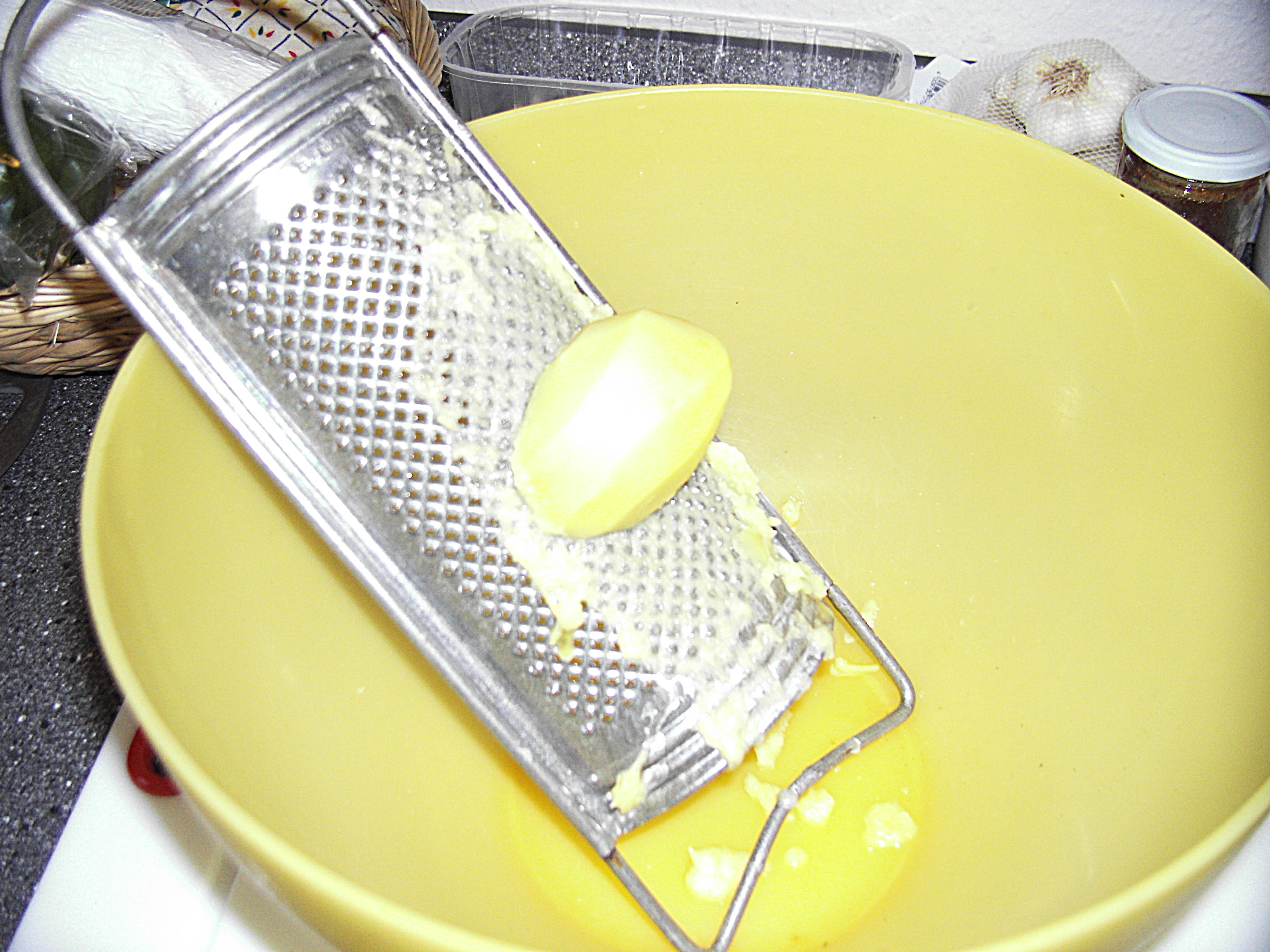
Kartoffelreibe mit geriebener Kartoffel, der sogenannte „Schab“ oder „Reibicht“, gelangt in die Schüssel, später wird es von der Kartoffelstärke getrennt
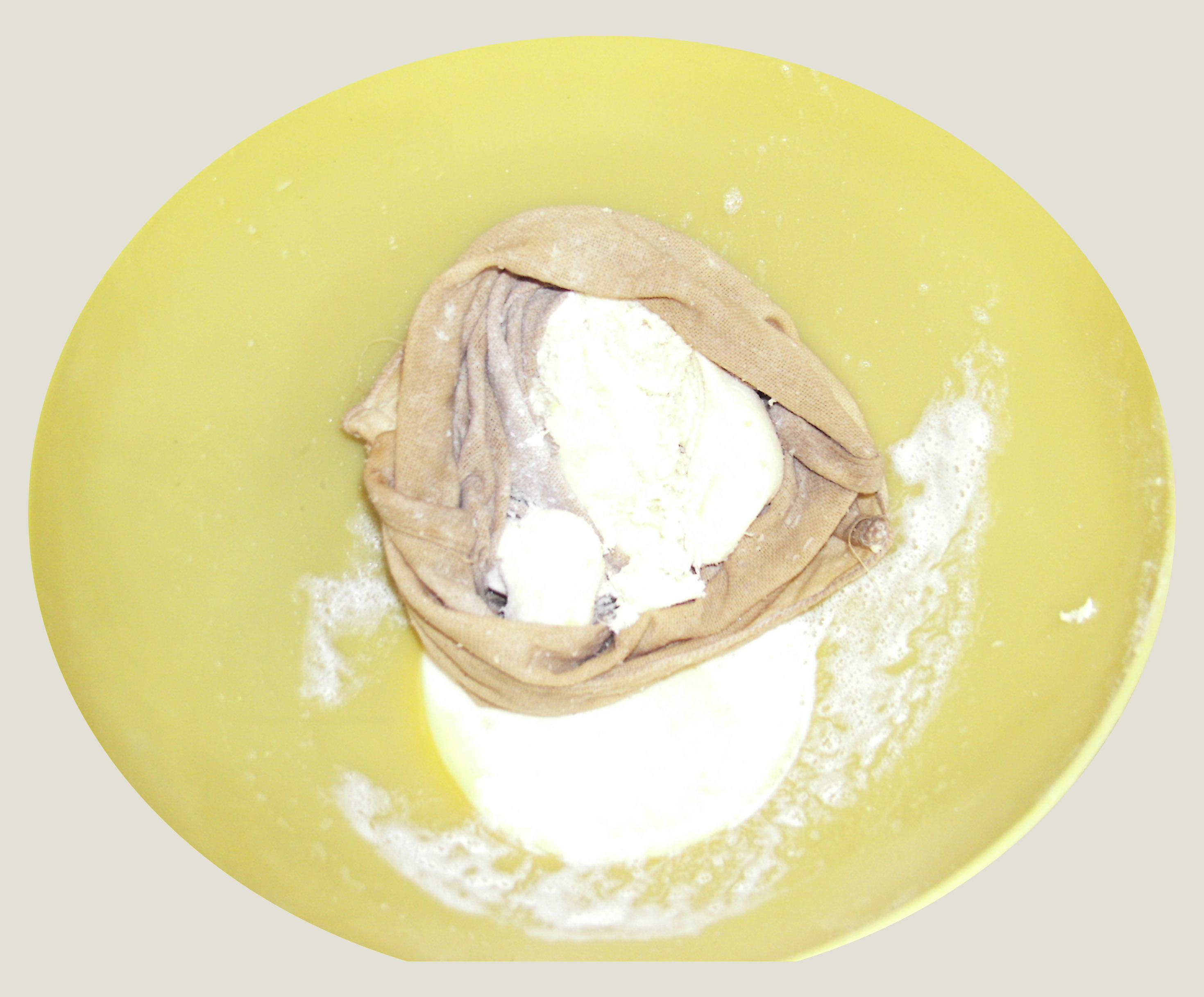
Geriebene Kartoffeln, ausgepresst, und abgesetzte Kartoffelstärke
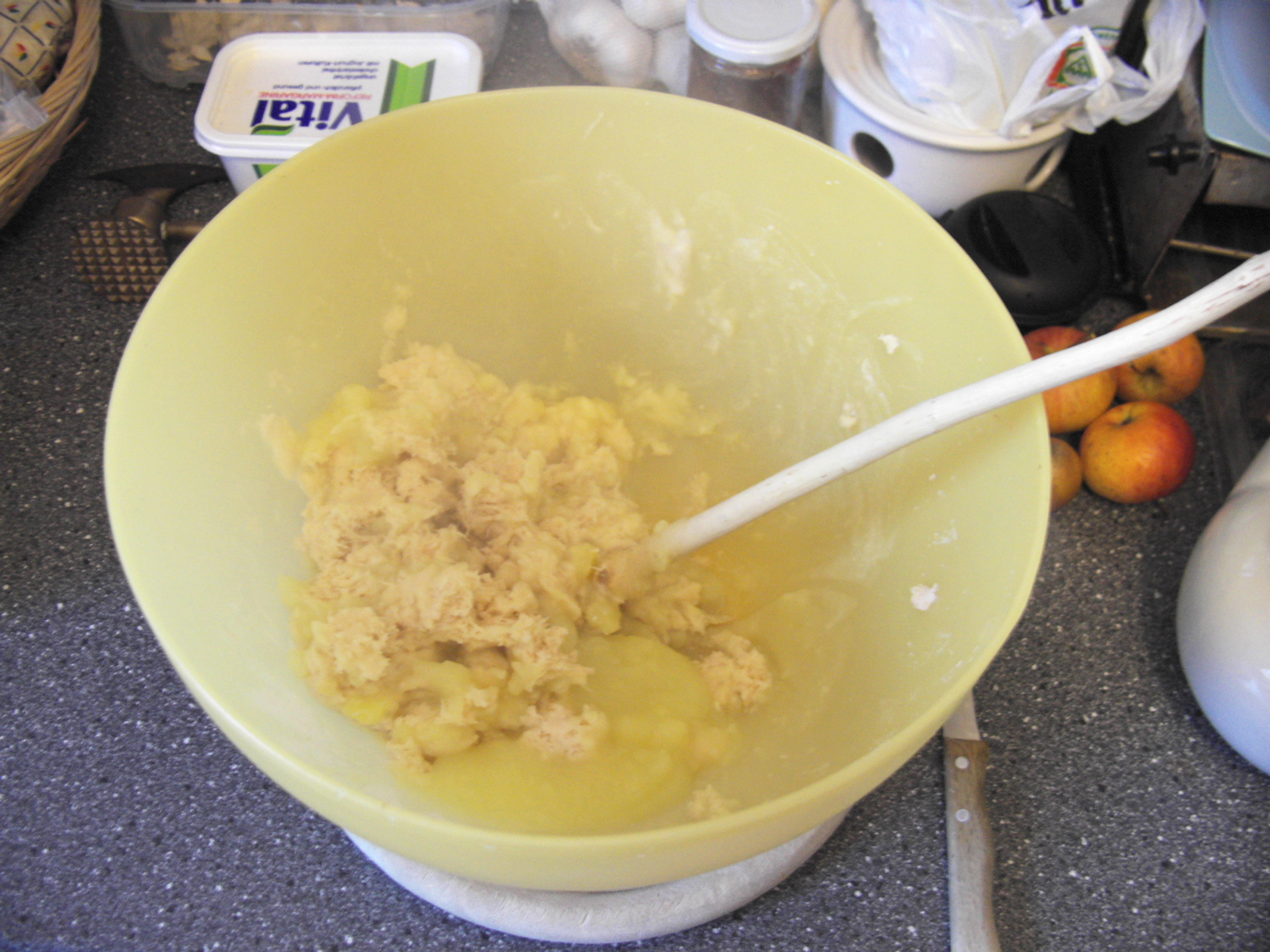
Bereitung von Kloßteig
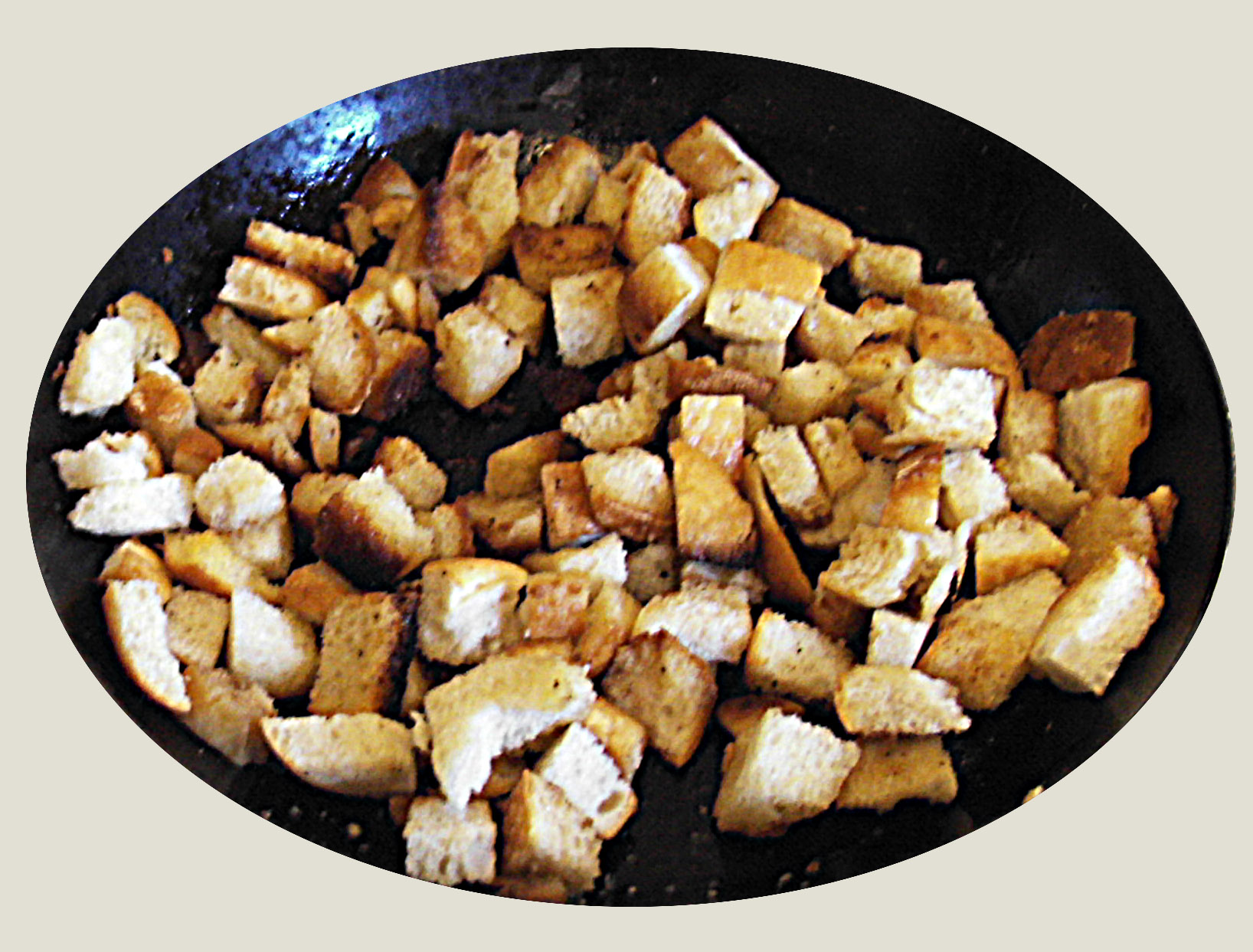
Geröstete Semmelwürfel, regional auch „Bröckchen“ (Erfurt), „Weckbröckle“ (Suhl), „Röstel“ (Zeulenroda), „Rösterle“ (Plauen), „Kloßgriefen“ (Gera) oder „Semmelbröckchen“ (Meiningen) genannt
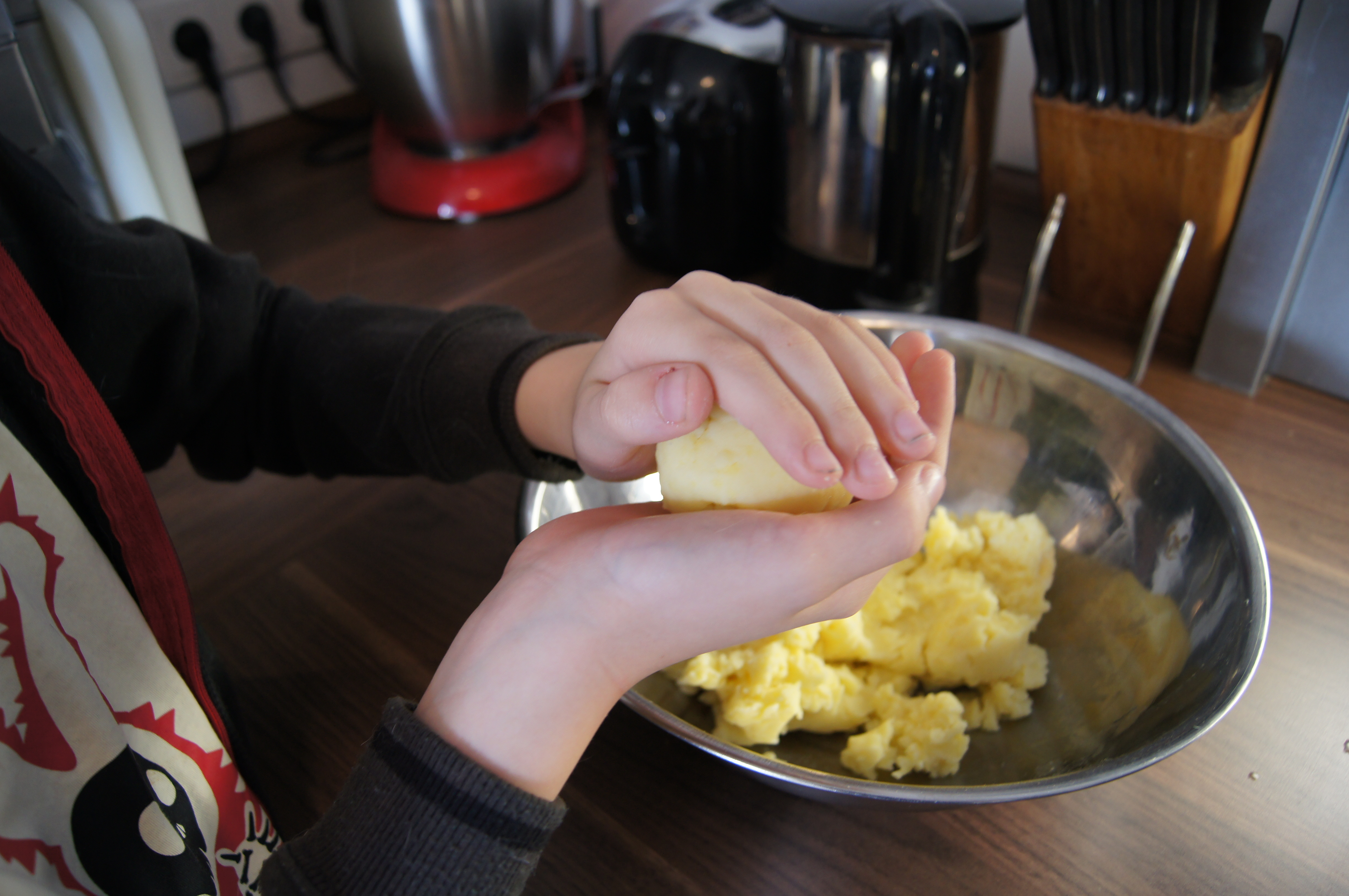
Formen der Klöße
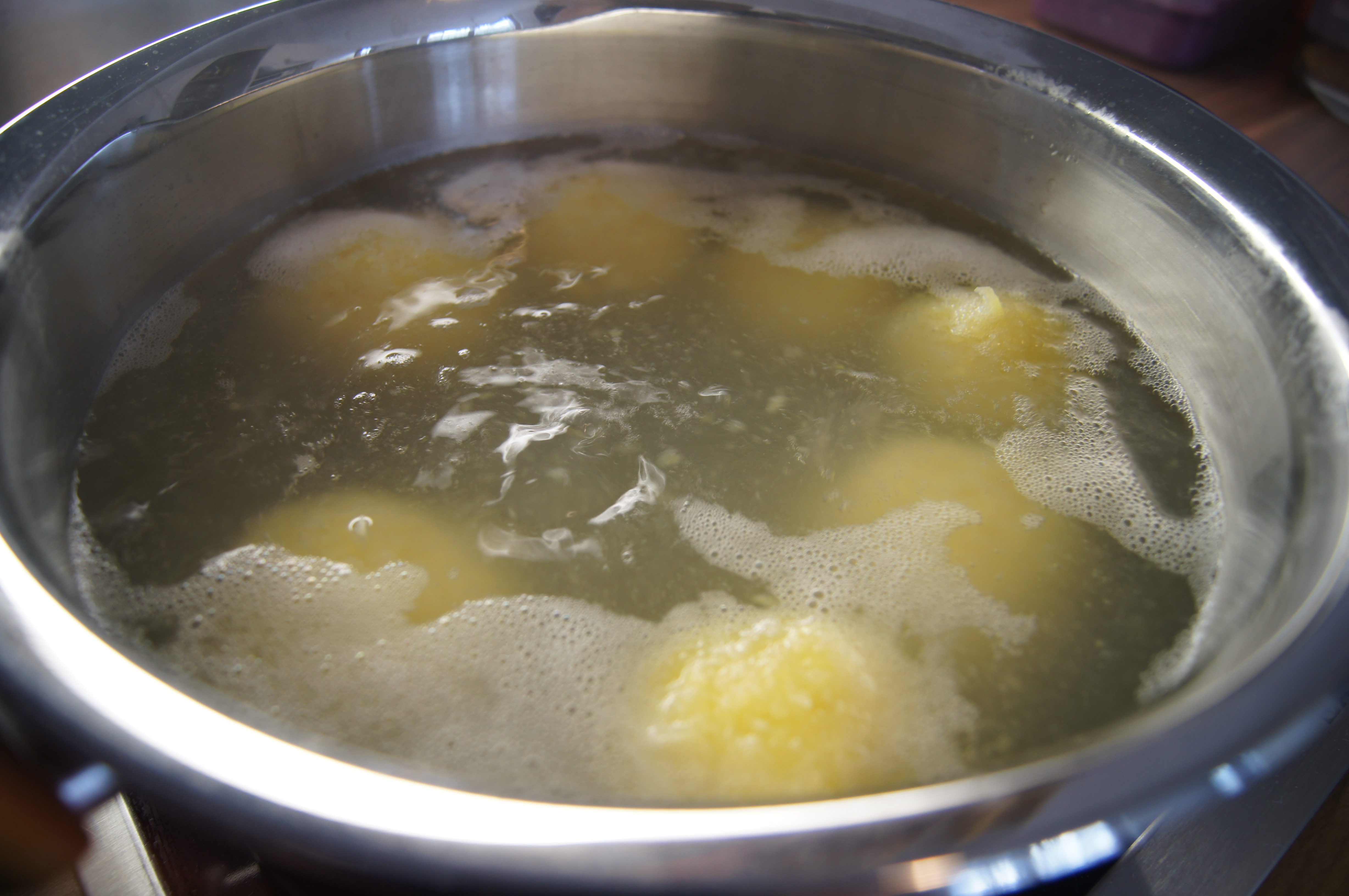
Klöße in Wasser beim Ziehen
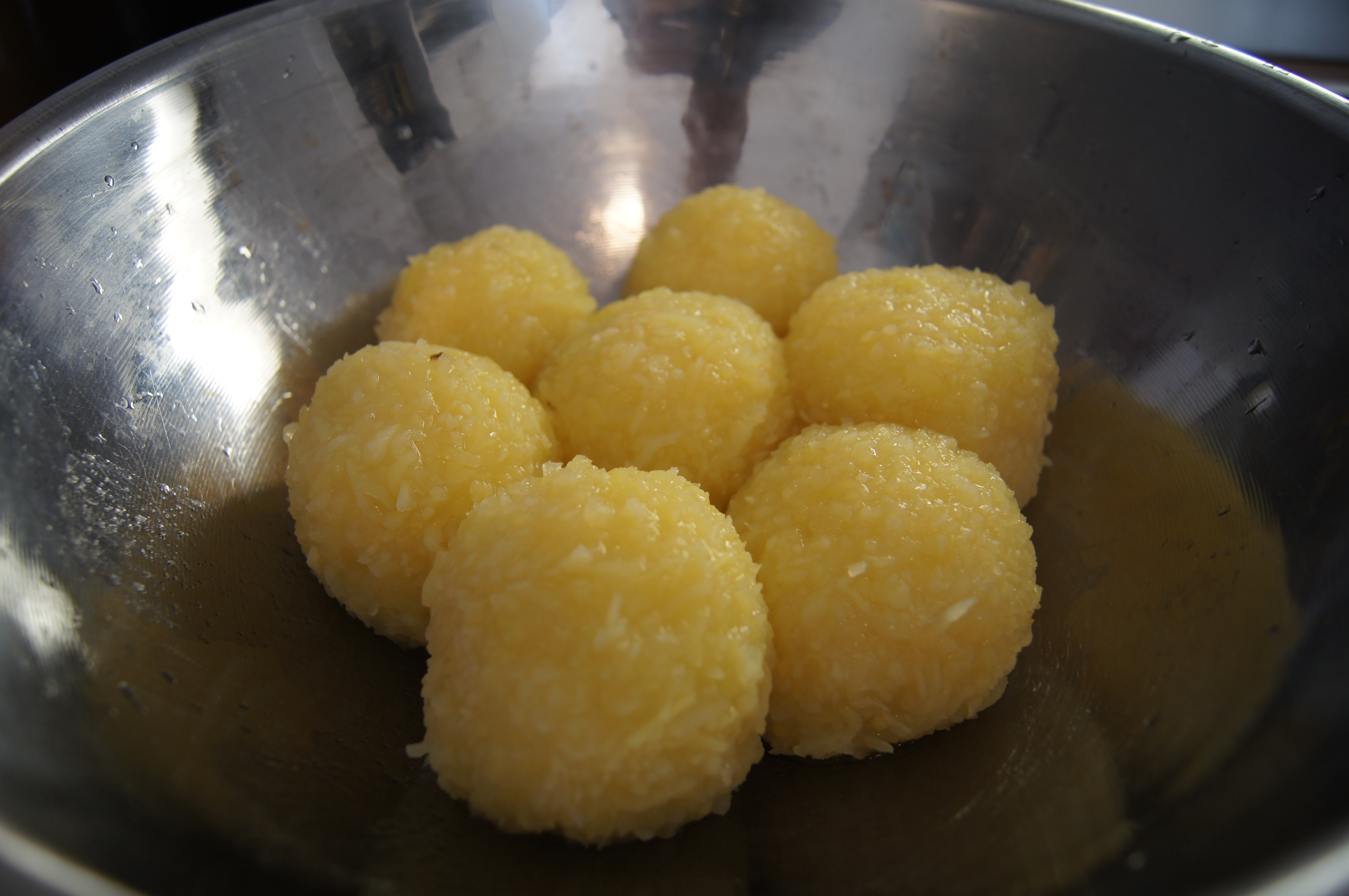
Fertige Klöße

Die vogtländischen (original) Grünen Klöße (grie Geniffte) bestehen nur aus rohen Kartoffeln. Die geriebene Kloßmasse wird mit kochendem Wasser leicht vermischt, geformt und ins kochende, gesalzene Wasser gegeben. Dort kochen sie 7 Minuten kochen und ziehen weitere 20 Minuten. Die Klöße sind am besten gelungen, wenn man sie mit der Gabel „abschälen“ kann.
Der Kloß sollte keine Risse enthalten, durch die Wasser ins Innere gelangt. Auch das Verhältnis der eingelegten Röstwürfel zur Kloßgröße spielt eine Rolle, denn es bestimmt die Dicke der zu garenden Schicht. Die Croutons dienen dazu, dass die Hitze nicht bis in die Mitte des Kloßes vordringen muss, da er sich sonst am Rande schon aufzulösen beginnt. Sie stellen aber auch eine geschmackliche Bereicherung dar.
Bei falscher Zeiteinteilung während der Zubereitung können sich die Klöße, bedingt durch ihren Anteil an rohen Kartoffeln, während des Ziehens in heißem Wasser grün bis dunkelgrau färben. Diese Verfärbung kann durch Schwefeln abgewendet werden. Dabei werden die ungekochten Klöße oder der Kloßteig dem durch Verbrennung von Schwefel entstehenden Schwefeldioxid ausgesetzt, was die Oxidationsprozesse und die Grünfärbung verhindert. So behandelte Klöße wurden früher als Schwefelklöße bezeichnet und als sehr hell und optisch ansprechend angesehen. Die Farbe der Klöße hat jedoch keinerlei Einfluss auf ihren Geschmack. Das Schwefeln ist allerdings nicht notwendig, wenn die Zubereitungszeiten exakt eingehalten werden. Die Herkunft der Bezeichnung „Grüne Klöße“ ist nicht gesichert. Sie kann auf diesen Umstand oder aber auf ihre anteilige Bereitung aus rohen Kartoffeln zurückgehen. Weil die optischen Verfärbungen oft unbeliebt und handelsübliche Kloßmassen entsprechend vorbehandelt sind, treten sie in der alltäglichen Thüringer Küche heute eher selten auf.
Es gibt zwischen einzelnen Regionen, Dörfern und Familien Unterschiede in der Zubereitung, die jeweils als „Originalrezept“ verteidigt werden. Der Unterschied besteht im Verhältnis zwischen rohen und gekochten Kartoffeln, ob und welche Röstwürfel verwendet werden, ob die Kartoffelstärke, die sich im Reibewasser absetzt, beigemischt wird und ob geschwefelt wird. Bezüglich der Konsistenz gibt es unterschiedliche Vorstellungen und ein Nord-Süd-Gefälle innerhalb Thüringens. Im Norden sind die Klöße glatter und fester und behalten die Kugelform, während sie im Süden viel weicher und dadurch etwas flacher sind. Die Konsistenz hängt mit dem Mischungsverhältnis und der Garzeit zusammen. Ein höherer Stärkeanteil führt zu einer gummiartigen Beschaffenheit, die vor allem dann gewünscht sein kann, wenn der Kloß erst später verzehrt wird, z. B. in Scheiben geschnitten und gebraten. Durch nachträglichen Zusatz von Kartoffelstärke in bereits hergestellte Kloßmasse lassen sich festere Exemplare anfertigen, die noch tags danach verwendungsfähig sind.

## Fertigmischungen
Neben Kloßmasse aus Rohzutaten werden heute auch Fertigmischungen verwendet. Dabei werden verschiedene Qualitätsstufen gehandelt.
Völlig fertige Kloßmassen werden gekühlt angeboten, enthalten alle Bestandteile in vorgefertigter Mischung und können vom Verbraucher sofort zur direkten Zubereitung verwendet werden.
Darüber hinaus wird tiefgefrorene Kartoffelrohmasse (Kartoffelraspeln) angeboten, die vom Hersteller noch nicht mit gekochten Kartoffeln versetzt wurde. Hiermit ist es möglich, die Masse je nach eigenen Wünschen herzustellen und das Aroma der Klöße gezielt auszubauen.

## Begriffsabgrenzung
Abzugrenzen sind die Thüringer Klöße von anderen Kloßarten wie Mehlklößen, Grießklößen, halbseidenen Klößen oder Semmelknödeln. Außerhalb von Thüringen werden oft Zugeständnisse hinsichtlich der Herstellung gemacht. Außerdem können Zusätze wie Mehl, Grieß oder anderen Füllstoffen als Semmelbrösel vorkommen.

## Auszeichnung

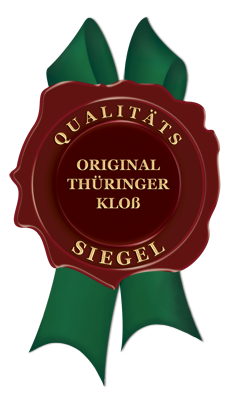
Qualitäts-Siegel „Thüringer Kloß“

Seit 2013 wird das Qualitäts-Siegel „Thüringer Kloß“ einmal im Jahr an in Thüringen ansässige Gastronomen, Einrichtungen und Hotels vergeben, die Thüringer Klöße nach traditioneller Rezeptur und frisch auf den Tisch des Gastes bringen. Für die Vergabe gibt es vorgeschriebene Vergabekriterien, die für den Gast auch einsehbar sind. Verantwortlich für die Einhaltung der Kriterien ist der Inhaber des Siegels persönlich. Dafür steht eine Ehrenerklärung, die vom Inhaber unterschrieben wird. Es gibt keine staatliche oder institutionelle Kontrolle.

## Rekord

Kloß mit 365 kg auf dem Marktplatz in Jena, 1. Mai 2010 – Weltrekord

Am 1. Mai 2010 wurde in Jena der bisher größte Kloß mit einem Gewicht von 365 kg zubereitet.
Das Kochgefäß war ein Glaszylinder aus Schottglas, der Teig wurde von der ALBIG Feinkost GmbH aus Heichelheim bereitgestellt. Der Kloßteig bestand aus zwei Dritteln rohen, geschleuderten Kartoffeln und einem Drittel gekochter Kartoffeln. Die Garzeit betrug ca. 8 Stunden.

## Brauchtum und Sage
In Meiningen findet alljährlich im Juni oder Juli das Hütes-/Stadtfest statt, das den Thüringer Klößen gewidmet ist und auf einer Meininger Sage basiert. Das Hütes-Ritual wird während des Festes am Sonntagmittag mit einer kleinen Theateraufführung abgehalten, bei dem die „Hütes-Holle“, ein Ehrenamt, welches alle drei Jahre gewählt wird, dem Bürgermeister das Kloßrezept mit den Worten übergibt:
Du Sohn uralten Stadtgeblütes

hier hast Du das Receptum

Hüt es!

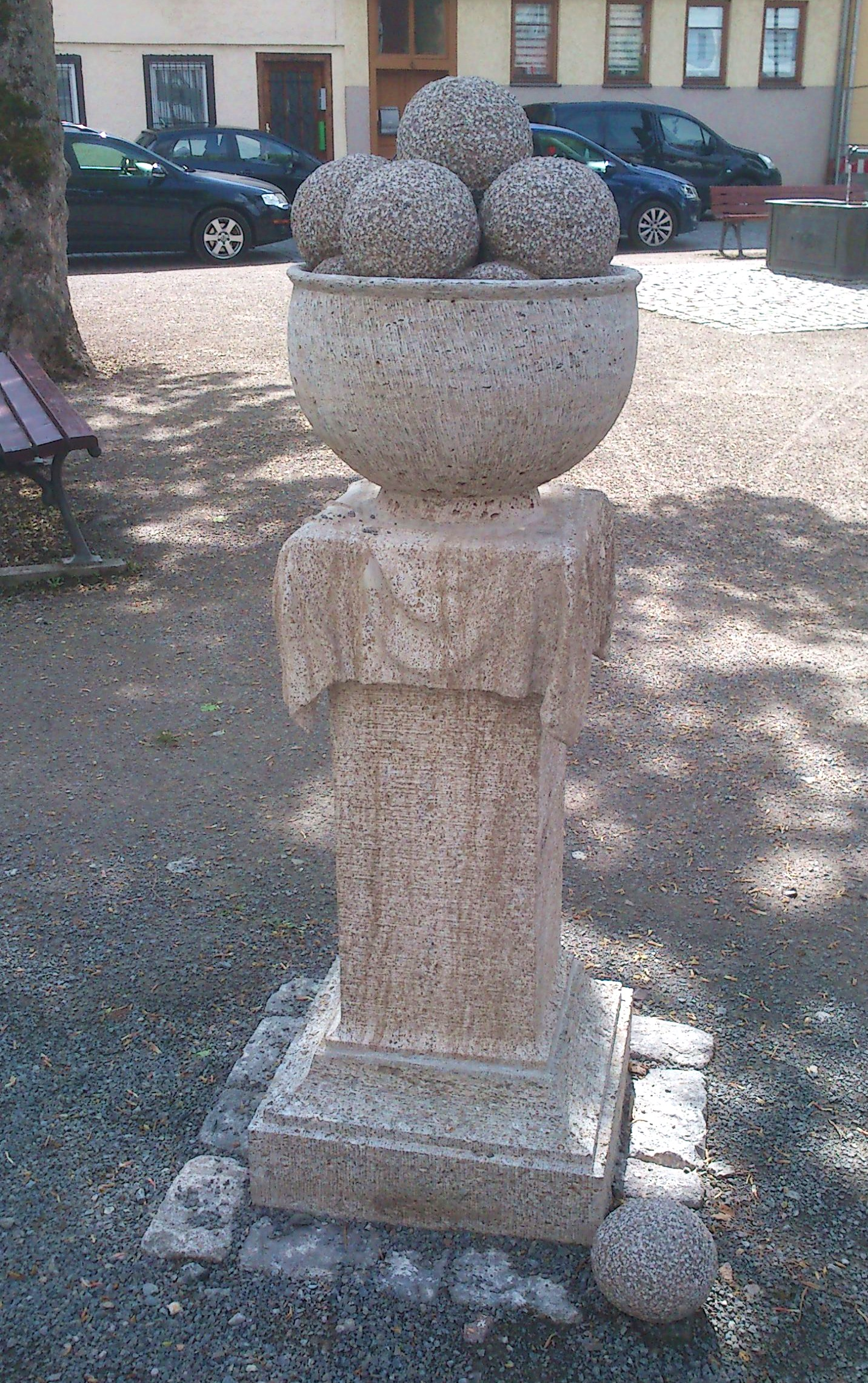
Hütes- oder Kloßmonument auf dem Töpfemarkt in Meiningen

Nach dem Ritual werden im Festzelt auf dem Marktplatz und in vielen Gaststätten tausende Gerichte mit Thüringer Klößen serviert.
Nach der Sage, die im 18. Jahrhundert entstand, seien die Klöße erstmals im 16. Jahrhundert in der Gastwirtschaft Schlundhaus in Meiningen hergestellt worden. Darin wird berichtet, dass die heidnische Sagengestalt Holle beim Besuch in der Wirtschaft den Meininger Wein kostete, dieser aber so sauer war, dass sie vor Zorn mit einem späten Frost alle Weinreben in der Gegend erfrieren ließ. Da Holle aber nicht nur eine strafende, sondern auch eine mitfühlende Göttin war, hat sie den Meiningern durch die Gabe der Kartoffel geholfen und ihnen gleichzeitig gezeigt, wie man daraus den wohlschmeckenden Kartoffelkloß herstellt.
Das in der Sage beschriebene Wetterphänomen ist für den 28. August 1522 geschichtlich belegt, bei dem die gesamte Ernte im heutigen Thüringer Raum zerstört wurde. Da die Kartoffel allerdings zu diesem Zeitpunkt in Europa als Nahrungsmittel noch weitgehend unbekannt war, erkennt man die Entstehungszeit der Sage hieran recht deutlich. Ein großflächiger Kartoffelanbau kam im Raum Thüringen erst Anfang des 18. Jahrhunderts auf, und mit ihm veränderte sich die alte Thüringer und Fränkische Küche. Das einfache Volk empfand die Knolle aus Amerika als „göttliche Gabe“ und verband beide Ereignisse zu einer Sage. Der Dichter Rudolf Baumbach, Verfasser des Textes „Hoch auf dem gelben Wagen“ hat diese Sage aufgegriffen und in Verse gefasst, in der das Geheimnis gelüftet wird, warum die Thüringer Klöße in Meiningen „Hütes“ heißen.

## Sprichwörter und Redensarten
„Ein Sonntag ohne Klöße verlöre viel von seiner Größe.“ (Volksmund)
„Das ist doch klar wie Kloßbrühe“ (Redensart). Die Bedeutung dieser Aussage ist nicht immer eindeutig und auch einem Wechsel der Zeit unterworfen: Die ursprüngliche „Kloßbrühe“ hat nichts mit Klößen zu tun, sondern ist eine volksetymologische Umdeutung von „Klosterbrühe“. Diese war tatsächlich klar.
„Einen Kloß im Hals haben.“ (Volksmund)
„Kloß mit Soß'“ – Bezeichnung für ein Sonntagsessen.
„Hüts on Brüh on Hoaseküh“ (In der Meininger Gegend auf die Frage, was es sonntags geben soll , deutsch: „Klöße und Sauce und Hasenbraten“)

## Gedicht und Lieder

### Gedicht aus Lauscha
Das Gedicht aus Lauscha gibt humoristisch die zwei wesentlichen Formen wieder – feste kugelförmige und weiche.
In Lauscha gibd’s Knölllla,

sind weich wie Wölllla,

di Nachbara had’dara aa,

hard wie Stah’.

In Lauscha gibt’s Klöße,

weich wie Wolle

Die Nachbarin hat auch welche,

hart wie Steine.

### Das Lied vom Hütes
Der Dichter Rudolf Baumbach (1840–1905), bekannt als Verfasser des Textes zum Volkslied Hoch auf dem gelben Wagen, schrieb auch das Lied vom Hütes, das sich dem Thüringer Kloß widmet.
„Zu senge noach d’r Schnoadehöpfelmeloddie“ (, deutsch: „Zu singen nach der (Suhler) Schnaderhüpfelmelodie“)
Off’n Sonntig gitt’s Hütes

Mit Flaisch on mit Brüh;

Uehne Hütes kai Sonntig,

Doe gähtt halt niß drü.

Die Hütes senn rondlich,

Mit Weckbröäckle denn;

Is die Fra net ganz railich,

Koann me Hor denn gefenn.

D’r Hütes muß weiß sei

On net taubegroe

Net leis on net saalzig,

Net moetschig on bloe.

Zu waich, wöärd hä Soppe,

Vergölkert d’n Möä;

Zu hart, wöärd verdaut hä

Aerscht noach verze Töä.

Ueh Mädle von Suhl dröm

Wollt üh ball moel frei,

So lärnt när beizeite

Die Hüteskoacherei.

A Press on ’en Pressoack

On a Reibeise a;

Die Aerdäffel reibt me

Noach d’r Vürschrift gena.

A Höäsle, al Gänsle

Schmecke prächtig dezu;

On gleich noach d’n Esse

A halb Stönnle Ruh.

So a Hütes hoat’s in sich.

Mei Liedle is aus,

Sonst hängt euch die Zonge

Gor eelang noch raus.

### Fritz Wagner: Thüringer Klöße
Der Song Thüringer Klöße wurde 2013 vom damals 14-jährigen Fritz Wagner („Kloßfritz“) aus Zella-Mehlis veröffentlicht und entwickelte sich zu einem viralen Internet-Hit. Fritz, Mitglied der Volksmusikgruppe Original Rennsteigspatzen, besang darin seine Liebe zu Thüringer Klößen. Die Musik stammt von Frank Kadanik, der Text wurde von der Grundschullehrerin Anette Seugling verfasst. Das Lied wurde auf dem Domberg in Suhl aufgenommen und erreichte auf YouTube über 14 Millionen Aufrufe. Es wurde rund 4000 Mal für jeweils 99 Cent heruntergeladen.
[Strophe 1]

Fragt man mich: „Was isst du gern?“ Da kann ich Antwort geben

Für Klöße geh' ich meilenweit, na klar, es schmeckt mir eben

Kocht das Wasser auf dem Herd, ist Pizza mir egal

Denn was auf meinem Teller dampft, ist allererste Wahl

[Refrain]

Thüringer Klöße, die mag ich sehr

Sie schmecken mir am besten

Egal, wo ich auch immer bin

Wenn's Klöße gibt, muss ich sie testen

Ich bin danach ganz süchtig

Die Klöße sind mir wichtig

Nicht Döner, nicht Spaghetti, nein

Thüringer Klöße müssen's sein

[Strophe 2]

Jetzt singend kommt, ich weilt umher, das werdet ihr verstehen

So habe ich in unsrem Land schon manche Stadt gesehen

Natürlich hab' ich überall das Angebot studiert

Und alles was nach Kloß aussah ganz kritisch ausprobiert

[Refrain]

[Refrain]